# فرودگاه استانتون
فرودگاه استانتون (به انگلیسی: Stanton Airport) یک فرودگاه همگانی است که یک باند فرود آسفالت دارد و طول باند آن ۹۱۴ متر است. این فرودگاه در کشور ایالات متحده آمریکا قرار دارد و در ارتفاع ۱۹۸٫۴ متری از سطح دریا واقع شده است.